# فهرست وابسته‌های دیپلماتیک جیبوتی

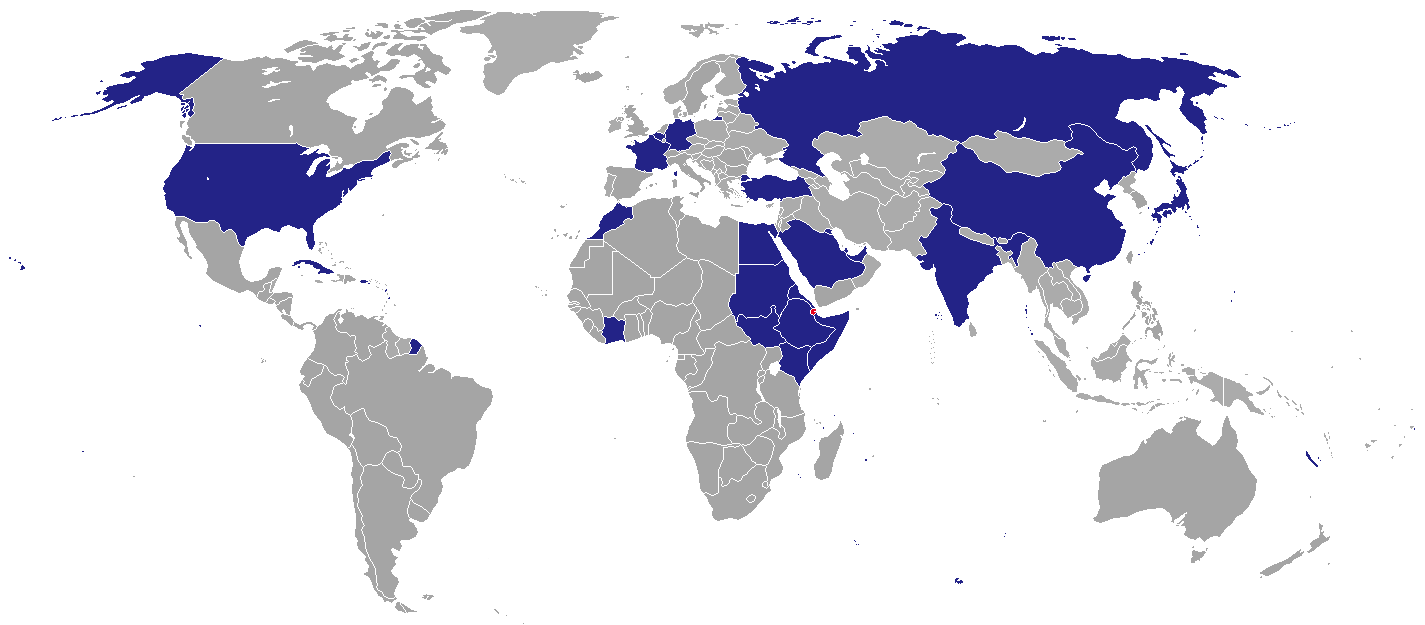
ماموریت‌های دیپلماتیک جیبوتی

این فهرست دربردارنده ماموریت‌های دیپلماتیک کشور جیبوتی در جهان است. جیبوتی روابط دیپلماتیک محدودی در جهان دارد.

## آفریقا
- مصر
  - قاهره (سفارت)
- اریتره
  - اسمره (سفارت)
- اتیوپی
  - آدیس آبابا (سفارت)
  - دیرداوه (سرکنسولگری)
- کنیا
  - نایروبی (سفارت)
- مراکش
  - رباط (سفارت)
- سومالی
  - موگادیشو (سفارت)
- سودان
  - خارطوم (سفارت)

## آمریکا
- کوبا
  - هاوانا (سفارت)
- ایالات متحده آمریکا
  - واشینگتن (سفارت)

## آسیا
- چین
  - پکن (سفارت)
- هند
  - دهلی نو (سفارت)
  - بمبئی (سرکنسولگری)
- ژاپن
  - توکیو (سفارت)
- کویت
  - کویت (سفارت)
- قطر
  - دوحه (سفارت)
- عربستان سعودی
  - ریاض (سفارت)
  - جده (سرکنسولگری)
- ترکیه
  - آنکارا (سفارت)
- امارات متحده عربی
  - ابوظبی (سفارت)
  - دبی (سرکنسولگری)
- یمن
  - صنعا (سفارت)

## اروپا

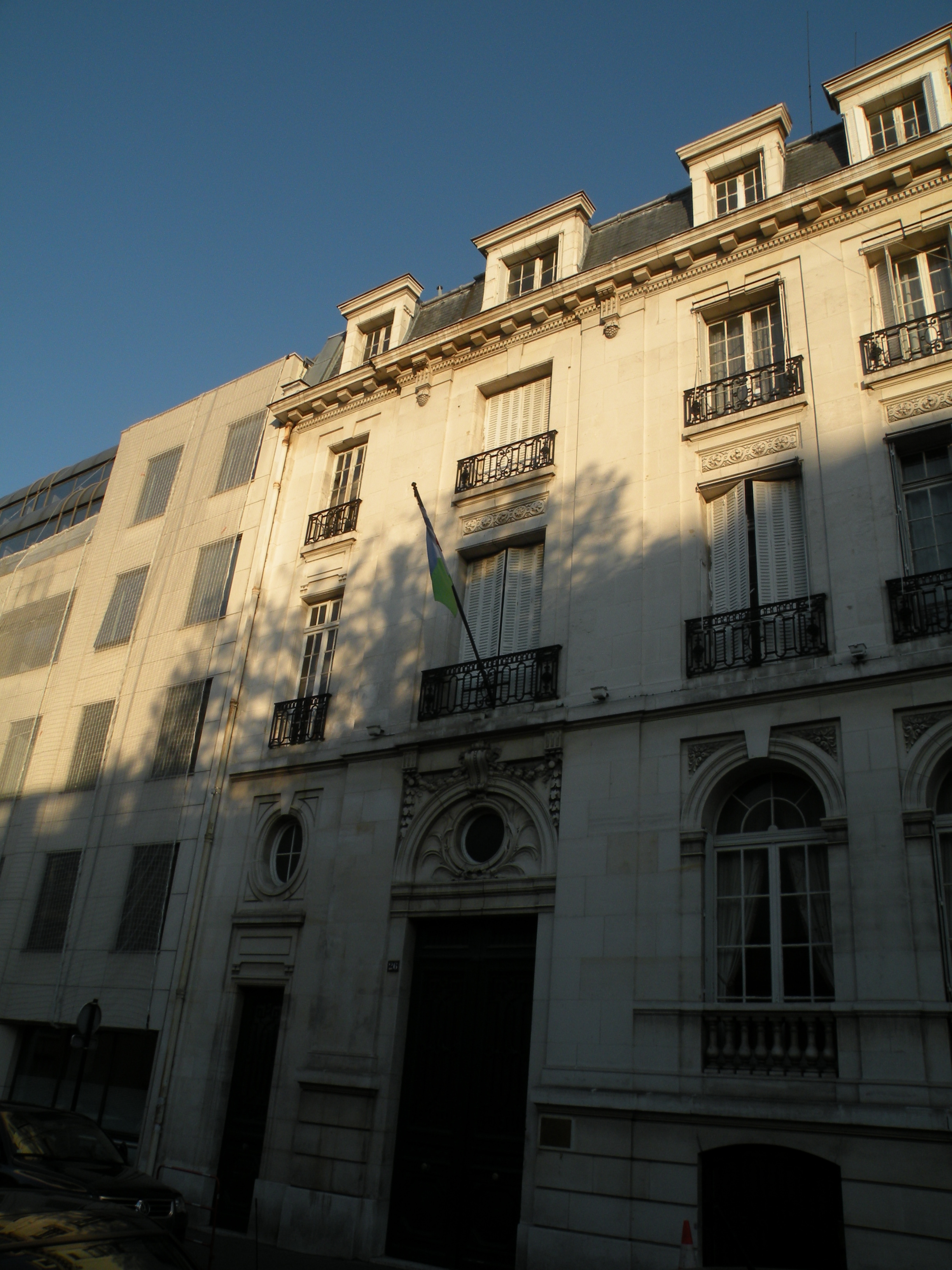
سفارت جیبوتی در پاریس

- بلژیک
  - بروکسل (سفارت)
- فرانسه
  - پاریس (سفارت)
- آلمان
  - برلین (سفارت)
- سوئیس
  - ژنو (سفارت)

## سازمان‌های چندجانبه
- سازمان ملل متحد
  - نیویورک (هیئت)
- اتحادیه عرب
  - قاهره (مأموریت دائمی)